# Léon Loppy
 Léon Loppy, né le 19 avril 1966 à La Seyne-sur-Mer (Var), est un ancien joueur de rugby à XV français. Il a joué avec l'équipe de France et évoluait au poste de troisième ligne aile (1,93 m pour 95 kg). 

## Biographie
Formé à La Seyne-sur-Mer, Léon « l'Africain » a été au sein d'une troisième ligne du rugby club toulonnais redoutable avec Éric Champ, Thierry Louvet ou Eric Melville entre autres. Parti par la suite à Castres olympique puis au CA Bordeaux Bègles, il revient à Toulon en 2000 lorsque le club est relégué administrativement en Pro D2. Mais il repart à la fin de l'année 2000 pour Aix où il restera 5 saisons. Après une dernière saison à Chatorange (Châteauneuf-du-Pape Orange rugby club), il suit son épouse (fonctionnaire au Quai d'Orsay) pour Madagascar où il évolue au RCT Soavimasoandro, le club phare d'Antananarivo où il joue au poste... d'ouvreur !

## Carrière

### En club
- jusqu'en 1989 : US La Seyne
- 1989-1996 : RC Toulon
- 1996-1998 : Castres olympique
- 1998-2000 : CA Bègles-Bordeaux
- 2000-12/2000 : RC Toulon
- 2000-2005 : Pays d'Aix RC
- 2006-2008 : rugby club Tanora Soavimasoandro (Tananarive, Madagascar)

Il a disputé la coupe d'Europe en 1998-99 avec Bordeaux-Bègles et le bouclier européen en 1996-1997 avec Castres et 1999-2000 avec Bordeaux-Bègles.

### En équipe nationale
Il a disputé un test match en équipe de France le 17 octobre 1993 contre l'équipe de Roumanie.

### Avec les Barbarians
Le 31 octobre 1992, il joue avec les Barbarians français contre l'Afrique du Sud à Lille. Les Baa-Baas s'imposent 25 à 20.

## Entraineur
- 2004-2006 : entraineur adjoint chargé des avants au PARC
- 2005-en cours : entraineur des avants de l'équipe nationale du Sénégal.
- 2010-2011 : entraineur des jeunes internationaux du Maroc.
- 2012-2014 : entraineur des cadets de l'US La Seyne
- 2016-2017 : entraîneur du club olympique sisteronnais (division honneur)

## Palmarès

### En club
Avec le RC Toulon
- Champion de France de première division :
  - Champion (1) : 1992

Avec le Castres olympique
- Bouclier européen :
  - Finaliste (1) : 1997[3]

### En équipe nationale
- 1 sélection en équipe de France en 1993
- 1 fois Barbarians français en 1993